# Korintská válka
Korintská válka byl ozbrojený konflikt ve starověkém Řecku, který probíhal v letech 395–387 př. n. l. Postavil proti sobě Spartu a koalici městských států skládající se z Théb, Athén, Korintu a Argu. Protispartskou koalici podporovala i Achaimenovská říše (Persie). Válka byla způsobena nespokojeností se spartským imperialismem po peloponéské válce (431–404 př. n. l.), a to jak ze strany Athén, poražené strany v tomto konfliktu, tak ze strany bývalých spojenců Sparty, Korintu a Théb, kteří se necítili vítěznou Spartou řádně odměněni. Spojenecká válečná rada se nacházela v Korintu, který dal válce jméno. Spojencům se však nepodařilo Spartu jednoznačně porazit, byť byla válkou oslabena. Ve výsledku z konfliktu nejvíce vytěžila Persie.

## Průběh
Théby, Athény, Korint a Argos využily skutečnosti, že spartský král Agésiláos II. byl na tažení v Asii proti Achaimenovské říši, a v roce 395 př. n. l. uzavřely spojenectví s cílem ukončit spartskou hegemonii nad Řeckem. Zpočátku Sparťané dosáhli několika úspěchů v bitvách (u Nemey a Coroneie), ale ztratili svou výhodu poté, co byla jejich flotila zničena v námořní bitvě u Knidu, kde ji zdrtili Peršané. Tato porážka v podstatě navždy ukončila pokusy Sparty stát se námořní velmocí. V důsledku toho Athény v pozdějších letech války zahájily několik námořních tažení a znovu dobyly řadu ostrovů, které byly součástí původního Délského spolku, který byl poražen v peloponéské válce. Peršané, znepokojeni těmito athénskými úspěchy, přestali podporovat spojence a začali podporovat Spartu. To donutilo spojence usilovat o mír se Spartou ještě před tím, než byla rozhodně poražena.

## Důsledky
Takzvaný Antialkidův mír z roku 387 př. n. l. byl de facto nadiktován achaimenovským králem Artaxerxésem II. Mírová smlouva deklarovala, že Persie bude kontrolovat celou Iónii, a že všechna ostatní řecká města budou "autonomní", což jim v podstatě zakazovalo vytvářet ligy, aliance nebo koalice. Sparta měla být strážkyní míru a měla mít pravomoc vynucovat jeho ustanovení. Důsledkem války tedy bylo nové, silnější postavení Persie, která byla od té doby schopna úspěšně zasahovat do řecké politiky, izolovat od sebe řecké městské státy a udržovat pro Persii relativně výhodné hegemonické postavení Sparty v řeckém politickém systému. Théby byly hlavním poraženým v této válce, protože její Bojótský spolek byl rozpuštěn a thébská města byla obsazena posádkou Sparty. Mír netrval dlouho: válka mezi Spartou a rozhořčenými Thébami vypukla roku 378 př. n. l. Sparta prohrála v rozhodující bitvě u Leukter v roce 371 př. n. l., což ukončilo její nadvládu nad Řeckem.